# Tình nguyện

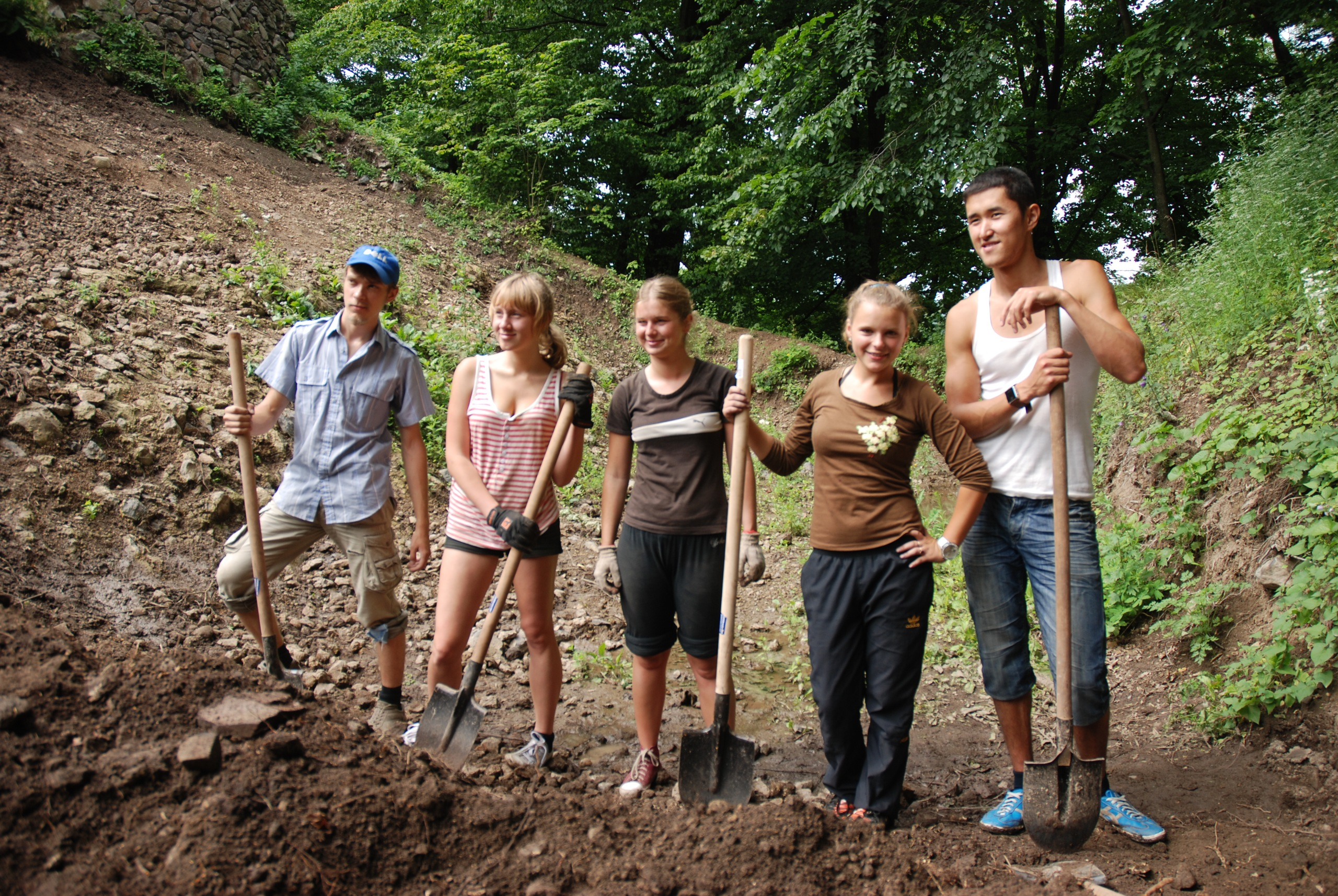
Một nhóm tình nguyện viên châu Âu

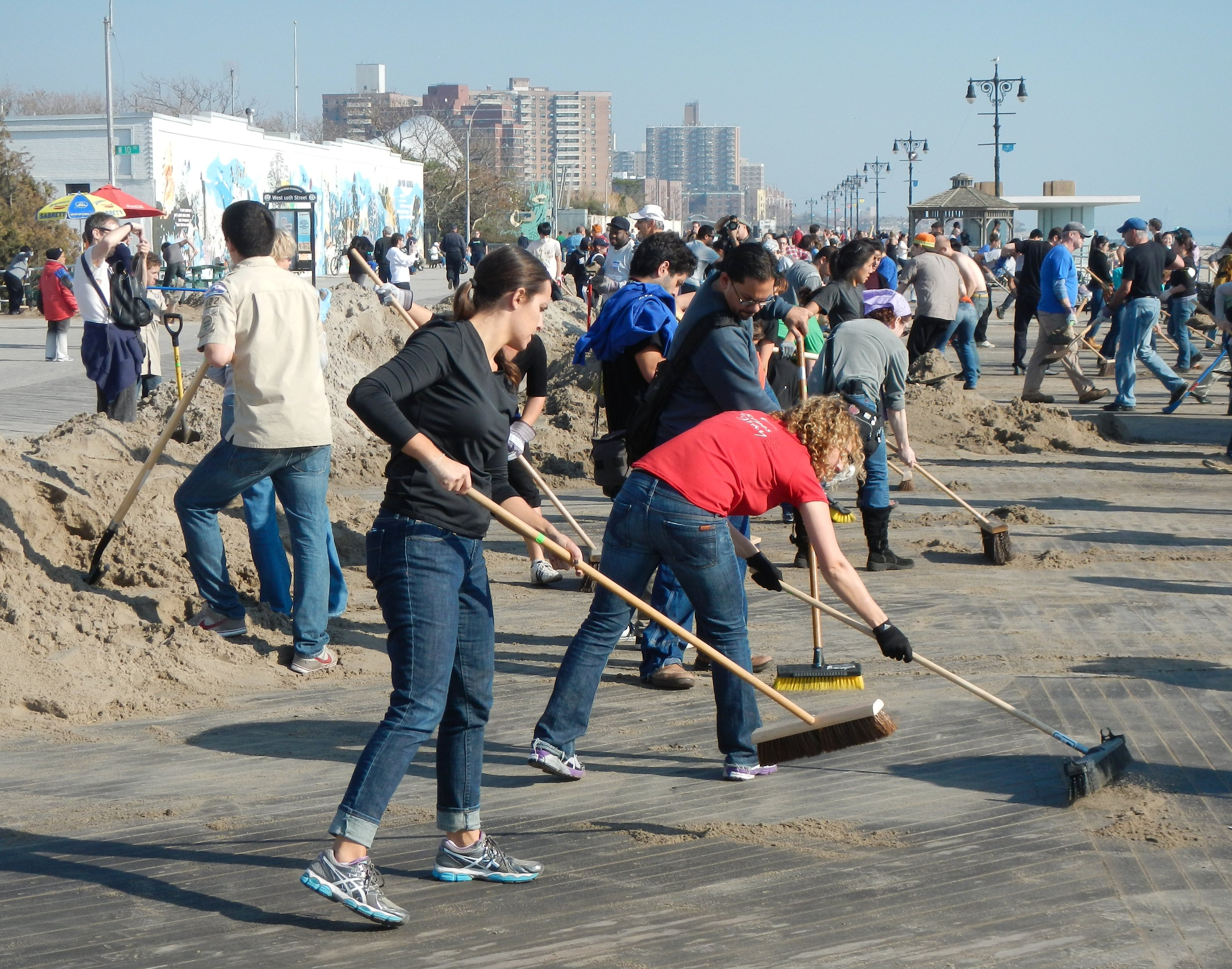
Tình nguyện viên quét dọn lối đi ở Brooklyn sau cơn bão Sandy năm 2012.

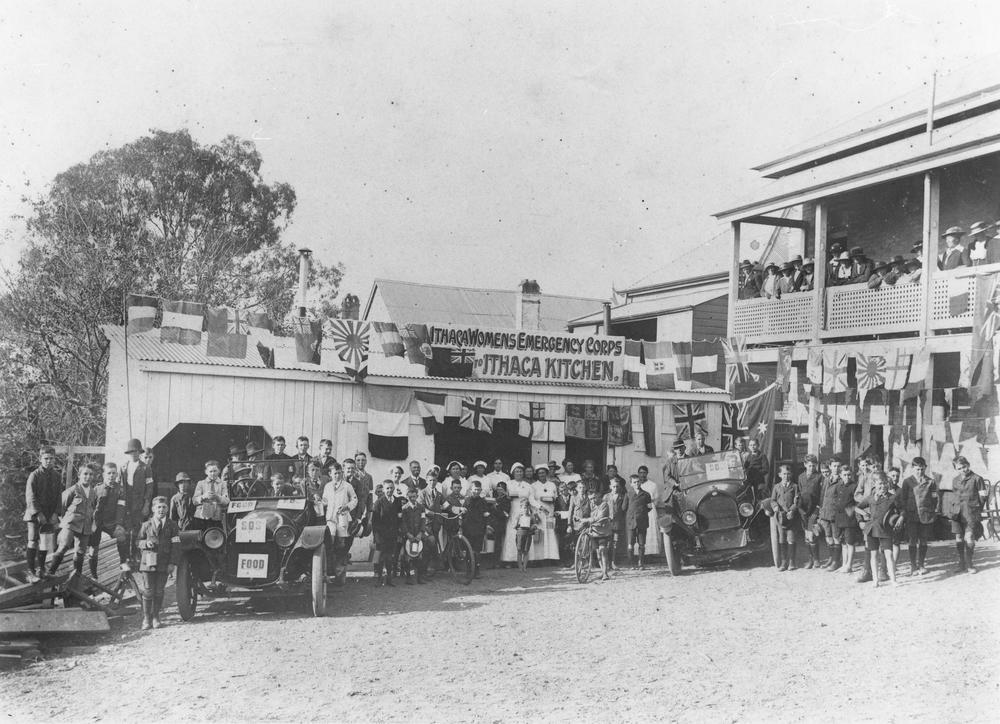
Các tình nguyện viên từ khắp nơi trên thế giới đã đến Ithaca, Queensland để giải quyết dịch cúm thông qua Quân đoàn khẩn cấp phụ nữ (sau này là Khu bảo tồn tình nguyện phụ nữ) vào tháng 7 năm 1919.

Tình nguyện nói chung được coi là một hành động cao cả trong đó một cá nhân hoặc nhóm cung cấp dịch vụ không mang lại lợi ích tài chính hoặc xã hội "nhằm mang lại lợi ích cho người, nhóm hoặc tổ chức khác". Những người thực hiện công việc cao cả này được gọi là Tình nguyện viên. Tình nguyện cũng nổi tiếng về việc phát triển kỹ năng và thường nhằm mục đích thúc đẩy lòng tốt hoặc cải thiện chất lượng cuộc sống của con người. Tình nguyện có thể có lợi ích tích cực cho tình nguyện viên cũng như cho người hoặc cộng đồng mà họ phục vụ. Hành động này cũng được dự định để liên kết với các người khác để tìm việc làm có thể. Nhiều tình nguyện viên được đào tạo đặc biệt trong các lĩnh vực họ làm việc, chẳng hạn như y tế, giáo dục hoặc cứu hộ khẩn cấp. Những người khác phục vụ trên cơ sở "khi cần thiết thì gọi", chẳng hạn như để đối phó với thảm họa tự nhiên. Trong một bối cảnh quân đội một tình nguyện viên là người tham gia lực lượng vũ trang một cách tự nguyện chứ không phải nhập ngũ, và thường được thanh toán chi phí.